# بلوط حصار (كفشكنان)
بلوط حصار (بالفارسية: بلوطحصار) هي قرية تقع في إيران في قسم کفشکنان الريفي. يقدر عدد سكانها بـ 28 نسمة .